# FC Szöul
Az FC Szöul egy 1983-ban alapított koreai labdarúgóklub.

## Eredmények
- K League Classic
  - 6 győzelem: 1985, 1990, 2000, 2010, 2012, 2016

- Dél-koreai labdarúgókupa
  - 2 győzelem: 1995, 2015

- Dél-koreai labdarúgó-szuperkupa
  - 1 győzelem: 2001